# 青木十良
青木十良（1915年7月12日—2014年9月8日），日本大提琴演奏家。
曾经在新京交响乐团担任大提琴演奏家，2014年9月8日去世。